# 納賽爾時期
納賽爾時期是指由埃及前總統納賽爾·海珊於1952年埃及革命後掌權統治的時期，其正式國名為埃及共和國。納賽爾自1956 年擔任埃及總統到1970 年去世，統治14年期間，使埃及進入現代化和社會主義改革的新時期，同時堅定倡導泛阿拉伯民族主義（包括與敘利亞的短暫聯盟）和發展中東阿拉伯世界的團結。他在埃及和整個阿拉伯世界的聲望在1956 年他將蘇伊士運河公司收歸國有，埃及在隨後的三方侵略中取得政治勝利後，名聲到達顛峰，但因以色列在1967年的六日戰爭中成功入侵並占領巴勒斯坦和埃及、敘利亞部分領土，名聲因而受損。

## 歷史

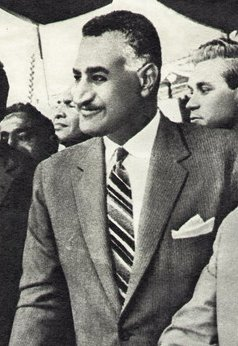
納賽爾·海珊

### 1952 年埃及革命
1952年 7月22日至26日，由納賽爾·海珊創立及不滿埃及當局的軍隊軍官組成的自由軍官，在22日 ，以穆罕默德·納吉布將軍為首，發起了1952年的埃及革命，推翻了法魯克國王，軍方將埃及的種種問題歸咎於法魯克國王，如:1948年與以色列的戰爭中表現失敗以及埃及在消除貧困、疾病和文盲方面缺乏進展。埃及和蘇丹的君主制在沒有反對聲音被提出之下使國內情況更為嚴重。在接下來的兩年裡，自由軍官開始鞏固權力。1952年 8月12日，對於支持立即改革的工人因為無法看見政府成效，於道瓦爾發起遊行，導致兩人被判處死刑。在實施文官統治幾個月後，自由軍官廢除了1953年的憲法，並於1953年 6月18日宣布改國號為埃及共和國，穆罕默德·納吉布 成為埃及共和國的第一任總統。在六個月內，所有民間政黨都被取締，取而代之的是解放集會政府黨，鑑於埃及的貧困、文盲和缺乏大量中產階級問題下，埃及精英們認為需要一個過渡威權主義的政府。

### 納賽爾上臺
納賽爾·海珊於1954年 2月首次出任總理。他從1954年11月擔任革命指揮委員會主席，直到1956年成為埃及總統，並擔任總統直至1970年去世。

## 政治

### 新憲法
1956年 1月16日，納賽爾總統在一次集會上宣布了新憲法，建立共和制政府，總統有權任免部長。3月 3日通過了選舉法，在埃及歷史上首次賦予女性投票權。納賽爾於 6月23日當選為共和國第二任總統。1957年，納賽爾宣布成立國民聯盟 ，為 7月舉行的國民議會選舉鋪平了道路，這是自 1952年建國以來的第一屆議會。

### 土地改革
最初的革命者希望結束英國的佔領，但對埃及沒有統一的意識形態或建設計劃。達成一致並迅速採取動員的一個問題是土地改革。不到 6%的埃及人口擁有埃及65%以上的土地，而其中不到 0.5%的埃及人擁有超過三分之一的肥沃土地。促使土地改革進程於1952年 9月11日開始推動，當時在許多規定中其中一項法律是禁止擁有超過200費丹（840000 平方米）的土地；限制土地租金；成立農民合作社; 最低工資等在納賽爾。擔任總統期間，埃及的耕地增加了近三分之一。

### 新憲法
1956年 1月16日，納賽爾總統在一次集會上宣布了新憲法，建立共和制政府，總統有權任免部長。3月 3日通過了選舉法，在埃及歷史上首次賦予女性投票權。納賽爾於 6月23日當選為共和國第二任總統。1957年，納賽爾宣布成立國民聯盟 ，為 7月舉行的國民議會選舉鋪平了道路，這是自 1952年建國以來的第一屆議會。

### 土地改革
最初的革命者希望結束英國的佔領，但對埃及沒有統一的意識形態或建設計劃。達成一致並迅速採取動員的一個問題是土地改革。不到 6%的埃及人口擁有埃及65%以上的土地，而其中不到 0.5%的埃及人擁有超過三分之一的肥沃土地。促使土地改革進程於1952年 9月11日開始推動，當時在許多規定中其中一項法律是禁止擁有超過200費丹（840000 平方米）的土地；限制土地租金；成立農民合作社; 最低工資等在納賽爾。擔任總統期間，埃及的耕地增加了近三分之一。

### 驅逐猶太人
1956年至1957年，25000名猶太人（幾乎是埃及猶太人口的一半）——被驅逐出境。另有1000人被監禁。到1972年，其餘在埃及謀生的猶太人也被開除了。

### 鎮壓穆斯林兄弟會
1954年 1月，大型穆斯林團體穆斯林兄弟會被取締，在2011年埃及革命之前一直是一個非法政治組織。此舉是在1954年 1月12日兄弟會成員與學生及示威者在遊行示威發生衝突之後發生的。10月26日，在亞歷山卓的一次集會期間，埃及政府懷疑兄弟會有人意圖暗殺納賽爾。這導致該埃及政府對兄弟會採取行動，於12月 9日處決了兄弟會領導人。

## 經濟
納賽爾時期見證了埃及幾千年歷史上前所未有的生活水平快速提高，被認為是普通埃及公民享受前所未有的住房、教育、就業、醫療保健和飲食以及其他形式的社會福利時代，與此同時，前貴族的影響力大幅減弱，此前一直主導埃及事務的西方政府的影響力也隨之減弱。通過土地改革、赫勒萬鋼鐵廠和阿斯旺大壩等重大現代化工程以及經濟關鍵的部分蘇伊士運河公司的國有化，國民經濟顯著增長。在經濟鼎盛時期，納賽爾統治下的埃及不僅能夠為其本國公民提供免費教育和醫療保健，而且能夠為其他阿拉伯國家和非洲國家的公民提供全額獎學金和生活津貼，讓他們在埃及接受高等教育在返回他們的國家。然而1960年代初期的顯著經濟增長在這十年的後期出現了下滑，特別是隨著埃及在北也門內戰中的軍事泥潭加深，直到1970年代後期才復甦。在納賽爾任職期間，埃及經歷了文化的黃金時代，尤其是在戲劇、電影、詩歌、電視、廣播、文學、美術、喜劇和音樂方面。納賽爾統治下的埃及在這些領域主導了阿拉伯世界，埃及音樂藝術家有阿卜杜勒·哈利姆·哈菲茲、烏姆·庫爾圖姆和穆罕默德·阿卜杜勒·瓦哈卜，文學人物如納吉布·馬哈福茲和陶菲克·哈基姆，演員有法騰·哈馬馬、薩拉赫·佐勒菲卡、索德·豪斯尼和拉什迪·阿巴扎，每年上市超過100部電影，而在胡斯尼·穆巴拉克總統任期內每年只有十幾部上架。
近十年來，埃及經濟以平均每年 9%的速度增長。製造業佔埃及GDP的比重從1940年代末的14%左右上升到1970年代初的35%。
土地改革計劃和埃及公共部門的聯手合作，使埃及約75%的國內生產總值 (GDP) 從該國富人手中轉移到國家數百萬小業主手中. 與如此大規模的社會計劃最接近的是在19世紀初穆罕默德·阿里帕夏統治的早期。

## 外交

### 1956年英軍撤離埃及
在蘇聯和美國的道德支持下，區域域合作中心（RCC）設法保持團結一致反對英國和法國的強權，特別是在蘇伊士運河問題上。儘管RCC不斷呼籲，在聯合國的辯論中，以及來自美國和蘇聯的壓力，英國拒絕將運河的控制權移交給埃及政府。RCC開始資助和協調在蘇伊士運河和達米埃塔對英國和法國進行的更大規模的襲擊。最後雙方在在10月19日，簽署了一項英國軍隊撤離埃及的條約，該條約將在接下來的20個月內完成。兩年後，即1956年 6月18日，納賽爾在運河區升起埃及國旗，宣布英國軍隊完全撤離。

### 外交政策
埃及將英屬蘇伊士運河國有化對納賽爾來說是一次偉大的勝利，納賽爾被譽為埃及英雄和阿拉伯英雄，能夠打敗民族的敵人，代表阿拉伯人的尊嚴。中國 總理週恩來稱納賽爾為“中東巨人”。
納賽爾成為不結盟運動的締造者之一，該運動成立於1961年，是一個主張不與北約和華約結盟的“獨立國家”集團。幾乎所有的非洲反殖民主義自由戰士都向他尋求指導、道義支持和資金協助。

### 反對巴格達條約
保守的阿拉伯政權在納賽爾執政之初感到受到威脅的一個主要原因是，他的聲望已經得到阿拉伯不少國家支持甚至在蘇伊士危機之前當他成為1955年巴格達條約的主要否決者，巴格達條約最初是伊拉克和土耳其之間的聯盟，英國支持該聯盟以加強其在中東的勢力。納賽爾認為巴格達條約是英國將阿拉伯國家分裂為不同集團並通過加劇它們之間的緊張局勢來分裂該地區的行為。在納賽爾同意從蘇東集團的捷克斯洛伐克購買武器後，英國後來在 1955 年底試圖將約旦也納入巴格達條約。施加壓力試圖迫使約旦加入。納賽爾曾反對巴格達條約，他成功阻止約旦加入該條約是他務實外交戰略的一個例子。納賽爾對約旦的實用主義意味著他旨在迫使約旦政權拒絕加入該條約，但他本人並沒有試圖推翻該政權。這一立場得到了約旦在1956年蘇伊士運河危機期間對埃及的支持的回報。
關於約旦加入巴格達條約的爭論從1955年11月一直持續到1955年12月。納賽爾的目標是基於埃及的國家利益，他想阻止約旦加入巴格達條約，這對他來說比約旦政權的命運更重要。因此，他準備為約旦政權提供一條出路，如果它不加入該協定，它也可以生存下去。納賽爾在巴格達條約辯論期間的策略是利用埃及的宣傳來施加言論壓力，發起攻擊英國的廣播，並警告約旦政權，如果它同意加入該條約，它可能會被推翻。1955年12月，在擔任英國國防參謀長的英國陸軍元帥坦普勒訪問約旦期間，埃及的宣傳導致了約旦發生騷亂。

### 阿拉伯聯合的提案

阿拉伯聯合共和國國旗

1958年 2月22日，埃及與敘利亞合併，成立阿拉伯聯合共和國(UAR)。1956年憲法在聯合之後被廢除，並頒布了一項臨時法令。埃及國民議會被解散。4月 2日，納賽爾頒布法令，將共和國國旗定為紅、白、黑三橫條和兩顆星（如圖）。12月31日共產主義者因據稱對敘利亞聯盟反應冷淡而遭到鎮壓。
1962年敘利亞分裂後，全國人民力量大會籌備委員會在開羅召開會議，為全國大會制定民族行動憲章做準備。來自農民、勞工、專業和職業協會的1750名成員代表大會於 5月開會討論納賽爾提出的國家憲章草案。6月30日，國會批准了憲章，成立了一個新的政治組織，即阿拉伯社會主義聯盟(ASU)，以取代民族聯盟。阿拉伯社會主義聯盟50%的席位將由農民和工人填補。選定的阿拉伯社會主義聯盟單位設立在工廠、公司、農業合作社、部委和專業聯合組織中。

### 也門戰爭
1962年，埃及捲入也門內戰，支持推翻該國前任統治者伊瑪目·巴德爾的阿卜杜拉·薩拉勒革命政權，並宣布成立共和國。事實證明，這對埃及造成了相當大的財政和軍事負擔，並引起了支持也門的沙特阿拉伯反感。

### 第三次中東戰爭
自1967年 5月14日起，納賽爾將軍隊部署到以色列邊境附近的西奈半島。1967年 5月18日，在阿拉伯國家的壓力下，由於民眾對阿拉伯軍事力量的期望值不斷上升，納賽爾要求聯合國秘書長吳丹撤出駐紮在埃及西奈半島與以色列邊界一側的聯合國緊急部隊(UNEF)。儘管以色列一再宣稱關閉蒂朗海峽將是一種戰爭行為，但埃及仍對以色列航運關閉了蒂朗海峽。約旦國王海珊一世 5月30日訪問開羅，簽署約旦-埃及共同防禦協定。

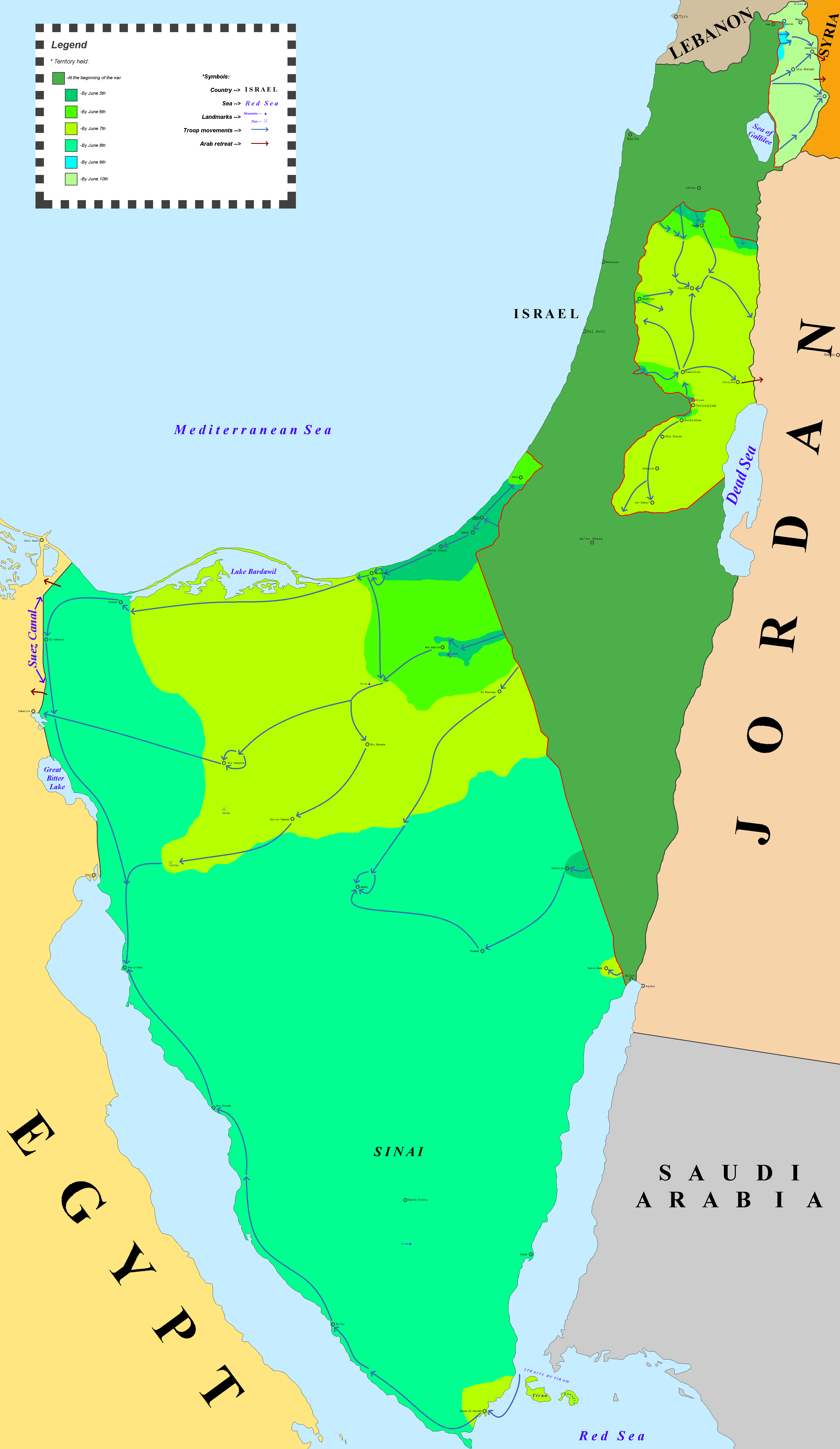
以色列於六日戰爭中佔領下的領土

埃及計劃於 5月27日進攻以色列，但在最後一刻取消了。
6月 5日，以色列軍隊對埃及進行了一系列毀滅性打擊。十七個埃及機場遭到襲擊，大部分埃及空軍設備在地面被摧毀，導致以色列迅速佔領西奈半島和埃及控制的加沙地帶。約旦和敘利亞站在埃及一邊參戰，以色列作出反應，佔領了約旦河西岸和敘利亞戈蘭高地的領土。埃及、約旦和敘利亞於  6月 7日至 6月10日接受了聯合國安理會停火協議。
埃及在1967年戰爭中的失敗迫使納賽爾於 6月 9日辭職，任命副總統扎卡里亞·莫希丁為繼任者。然而在大規模的民眾支持示威之後，他讓步了。七名高級軍官在戰敗後受到審判，其中包括軍務部長沙姆斯·巴德蘭及武裝部隊總司令阿卜杜勒-哈基姆·阿梅爾元帥，據報導阿梅爾元帥於 8月在拘留期間自殺。

## 社會
在1950年代初期埃及君主制垮台時，不到50萬埃及人被認為是上層階級和富人，400萬是中產階級，1700萬是下層階級和窮人。不到一半的小學適齡兒童上學，其中大多數是男孩。近75%的人口超過10歲，90%以上的女性是文盲。納賽爾的政策改變了這一點。土地改革、主要資產的沒收計劃、大學教育的急劇增長、主導公共部門的建立使社會曲線變平。從1953-1954學年到1965-1966 學年，公立學校的總入學人數增加了一倍以上。數百萬以前貧窮的埃及人，通過教育和在公共部門的工作，加入了中產階級。醫生、工程師、教師、律師、記者構成了納賽爾統治下埃及不斷壯大的中產階級的主體。